# Море от любов (предаване)
„Море от любов“ е романтично предаване, излъчвано по bTV от 25 май 2002 г. до 28 януари 2012 г. Водещ на предаването е Наталия Симеонова.

## Излъчване
Предаването започва излъчване на 25 май 2002 г. с начален час всяка събота от 17:30 ч., а от есента на 2007 г. до януари 2012 г. то се излъчва вече всяка събота от 17:00 ч, като в последният десети сезон излъчването му е преместено в 18:00 ч. През януари 2012 г. предаването е свалено от ефир.

## Историите
Предаването разказва любовните истории на двойките, които са се разделили и целта е да се сдобрят. В предаването по време на любовните истории са се включвали и личности от сферата на музиката, журналистиката, политици и други, които са част от тези любовни истории.
Предаването се състои от две части. Най-напред водещата Наталия Симеонова се среща с човека, който е потърсил помощ. Следващата стъпка е да бъде открит обектът на неговите/нейните чувства. Благодарение на буса си, екипът на "Море от любов" има възможността да пътува до всички краища на страната. След като открие втория участник, Наталия го кани в буса да види заснето видеописмо. Целта е да го убеди да дойде в студиото, където участниците се срещат, за да изяснят отношенията си.